# Henry-Russell Hitchcock
Henry-Russell Hitchcock (* 3. Juni 1903 in Boston; † 19. Februar 1987 in New York City) war US-amerikanischer Architekturhistoriker, Museumsleiter sowie Architekturkritiker und -theoretiker.

## Leben und Werk
Hitchcock studierte Kunstgeschichte an der Harvard University, wo er an der Redaktion der Avantgarde-Zeitschrift Hound & Horn beteiligt war. Zusammen mit seinen Kommilitonen, unter anderem mit dem Kunsthistoriker und späteren Architekten Philip Johnson sowie mit dem Musikwissenschaftler Virgil Thomson hat er wesentlich zur Verbreitung der modernen Kunst in den USA beigetragen. 1924 erwarb er den Bachelortitel und 1927 den Master.
Berühmt wurde Henry-Russell Hitchcock zusammen mit Philip Johnson dank der Bildung der Bezeichnung The International Style. Es war ein Titel der Ausstellung, die von den beiden im MoMA 1932 nach ihrer gemeinsamen Europareise (1930) organisiert wurde. Später unterrichtete Hitchcock an der New York University sowie dem Smith College, wo er auch 1947–1955 Direktor  des Smith College Museum of Art war.
Hitchcocks Betrachtung der modernen Architektur hat ihn wesentlich von anderen Zeitgenossen unterschieden. Die wesentliche Ursache der Entwicklung der Moderne sah er nicht in den gesellschaftlichen Strömungen, sondern in den Aktivitäten einzelner genialer Individuen.
Neben der zeitgenössischen Architektur galt sein weiteres Interesse der historischen Architektur, so der des englischen und amerikanischen Historismus, der deutschen und niederländischen Renaissance und des süddeutschen Barock.
1953 wurde Hitchcock in die American Academy of Arts and Sciences gewählt.

## Werke
- The International Style: Architecture since 1922. 1932 (mit Philip C. Johnson)
- The Architecture of H. H. Richardson and His Times. 1936
- In the Nature of Materials, 1887-1941: The Buildings of Frank Lloyd Wright. 1942
- Early Victorian architecture in Britain. 1954
- Latin American Architecture since 1945. 1955
- Architecture: Nineteenth and Twentieth Centuries. 1958
- Rococo Architecture in Southern Germany. 1968
- Modern Architecture: Romanticism and Reintegration. 1972
- HPP Bauten und Entwürfe. 1973
- Netherlandish Scrolled Gables of the Sixteenth and Early Seventeenth Centuries. 1978
- German Renaissance Architecture. 1981
- Die Architektur des 19. und 20. Jahrhunderts. München 1994, ISBN 3-920041-41-0